# Krystyna Stankiewicz
Krystyna Stankiewicz (ur. 1 kwietnia 1941 w Dolinie, zm. 29 października 2009, pochowana w Opolu) – aktorka Teatru Bagatela w Krakowie.

## Życiorys
W 1965 ukończyła studia PWST w Krakowie pod kierunkiem Zygmunta Hübnera (początkowo przyjęta na studia lalkarskie, w trakcie nauki przesunięta na Wydział Aktorski). Pracowała w teatrach dramatycznych w Bielsku-Białej, Częstochowie, Katowicach i Krakowie, a od 1970 w teatrze Bagatela (wówczas Teatr Rozmaitości). Zagrała około 100 ról m.in. Jagnę w Chłopach, Laodamię w Protesilasie i Laodamii Wyspiańskiego, Krasawicę w Bolesławie Śmiałym, Dianę w Fantazym, Podstolinę w Fircyku w zalotach, Anusię w Panu Jowialskim, Mańkę w Królowej Przedmieścia Krumłowskiego, Horodniczankę w Rewizorze, tytułową Elektrę w sztuce Goreckiego, Heloizę w Abelardzie i Heloizie. Występowała w repertuarze muzycznym i kabaretowym (kabaret Boya wina). Związana była z Teatrem Piosenki francuskiej.

## Filmografia
- Przeprowadzka (1972) jako żona Andrzeja
- Forteca (1972)
- Zazdrość i medycyna (1973) jako pielęgniarka